# Henri Delaunay

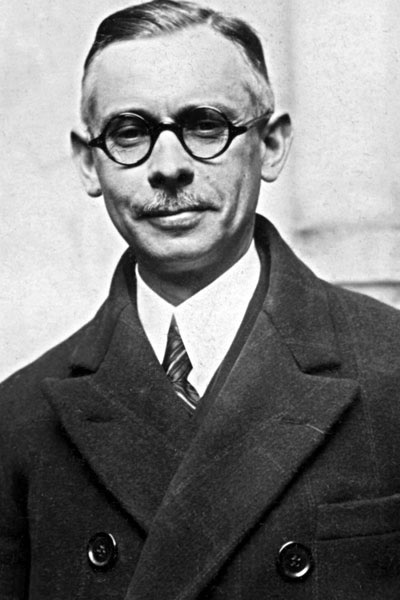
Henri Delaunay in den 1920er Jahren

Henri Delaunay (* 15. Juni 1883; † 9. November 1955) war ein französischer Fußballer und Generalsekretär der UEFA. Nach ihm wurde der Henri-Delaunay-Pokal, die Trophäe für den jeweiligen Sieger der Fußball-Europameisterschaft, benannt.
In seiner aktiven Zeit als Fußballer lief Delaunay für den Pariser Verein Étoile des Deux Lacs auf und begann anschließend eine Karriere als Schiedsrichter.
Bereits im Jahre 1927 hatte er die Idee zu einer Europameisterschaft für Nationalmannschaften, was jedoch von der FIFA abgelehnt wurde. Damals war er bereits der Generalsekretär des französischen Verbandes. Von 1954 bis zu seinem Tod war Delaunay Generalsekretär der UEFA.
Erst 1957, nach seinem Tod, konkretisierten sich die Pläne für eine Europameisterschaft, die dann von 1958 bis 1960 erstmals ausgetragen wurde. Sein Sohn Pierre Delaunay, von 1956 bis 1959 sein Nachfolger im Amt des UEFA-Generalsekretärs, hatte an der Realisierung dieses Projekts nach seines Vaters Tod mit Erfolg weitergearbeitet.